# غيلبرت كيسي
غيلبرت كيسي (بالإنجليزية: Gilbert Casey)‏ هو نقابي وصحفي أسترالي وأيرلندي، ولد في 1856 في مقاطعة كلير في جمهورية أيرلندا، وتوفي في 2 أكتوبر 1946 في جمعية التسوية التعاونية الأسترالية الجديدة ‏ في باراغواي.